# Bidens borianiana
Bidens borianiana là một loài thực vật có hoa trong họ Cúc. Loài này được Cufod. mô tả khoa học đầu tiên năm 1967.